# 白河真由
白河 真由（しらかわ まゆ、5月11日 - ）は、日本の元声優。以前はアーツビジョンに所属していた。現在は引退。東京都出身。

## 出演作品

### テレビアニメ
- H2（女の子B、女子B、ファンA）

### テレビ（実写）
- 声♥遊倶楽部（1995年10月 - 1996年3月。小野綾子と共にアシスタントを務める）

### ラジオ
- WE2 タマゴの…キミ（1996年7月 - 1997年3月。浅川悠と共にパーソナリティを務める）

### ドラマCD
- プリティ2ガール（立花かれん）
- ワルキューレの伝説 外伝〜ローザの冒険〜（フェアリーズ）
- KIRARAオリジナルアルバム（買い物奥さん）

### ゲーム
- 無人島物語R（森下奈都野）
- 竜機伝承2（ルカ・アンバール）

CM出演
・雑誌アニメージュTVCMに出演した初代第一人者

モデル業もこなしていた
・デジタルカメラが流行りだしため、定かではないが日本各所でお呼びがかかりアマカメラマンとプロカマラマンからの依頼が絶ないうえ、学生でありながら土曜日曜は地方へイベントへと仕事に精力的であったという逸話を持つ。